# Arnold Möller

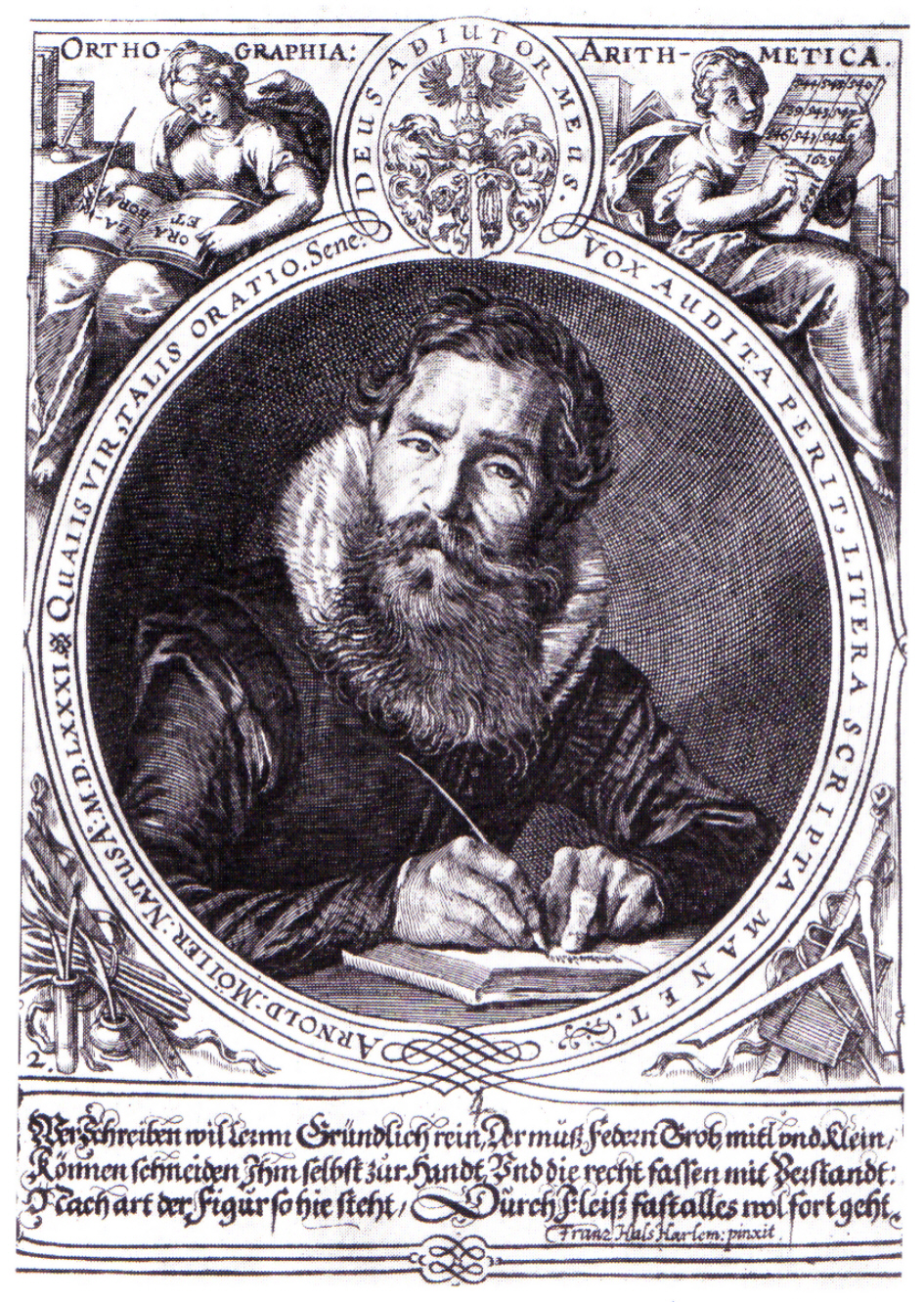
Arnold Möller; Kupferstich von Wolfgang Kilian

Arnold Möller (* 4. Mai 1581 in Lübeck; † 14. Oktober 1655 ebenda) war ein deutscher Schreib- und Rechenmeister, der in Lübeck tätig war. Seine Veröffentlichungen wurden bis ins 18. Jahrhundert neu aufgelegt.

## Leben
Nach seiner Ausbildung in Nürnberg und den Niederlanden wurde Möller 1605 in Lübeck als Rechenmeister zugelassen und 1606 Bürger der Hansestadt Lübeck. Er selbst berief sich auf Johann Neudörffer, Albrecht Dürer, Veit Stoß sowie die Niederländer Felix van Sambix (1553–1642) und Johann vom Felde als seine Vorbilder und stand wohl in Kontakt mit Johann Rist und Georg Philipp Harsdörffer. 
Die Schreib- und Rechenmeister waren zu seiner Zeit wie Handwerker in Zünften organisiert. In den Schreib- und Rechenschulen wurden angehenden Kaufmannsgehilfen und Kaufleuten ähnlich wie in einer heutigen Berufsschule die Fertigkeiten vermittelt, die sie benötigten, wenn sie unterhalb des von Lateinschulen und Universitäten vermittelten akademischen Levels am wirtschaftlichen Leben teilnehmen wollten. Als Grundlage für den Unterricht schrieb Möller seit dem Jahr 1623 Rechenbücher.
Als Schreibmeister fertigte er ebenso Vorlagen für den Unterricht, gestaltete aber auch Texte von Urkunden und Erinnerungsmalen. So schrieb er die Inschrift über dem Tor zum Füchtingshof. Dabei ging seine Tätigkeit bis zur Umsetzung in Kupfervorlagen für den Druck.
Weiter führte er nebenher Kaufleuten die Geschäftsbücher.
Seine zahlreichen Werke befinden sich im Archiv der Hansestadt Lübeck und in der Stadtbibliothek.

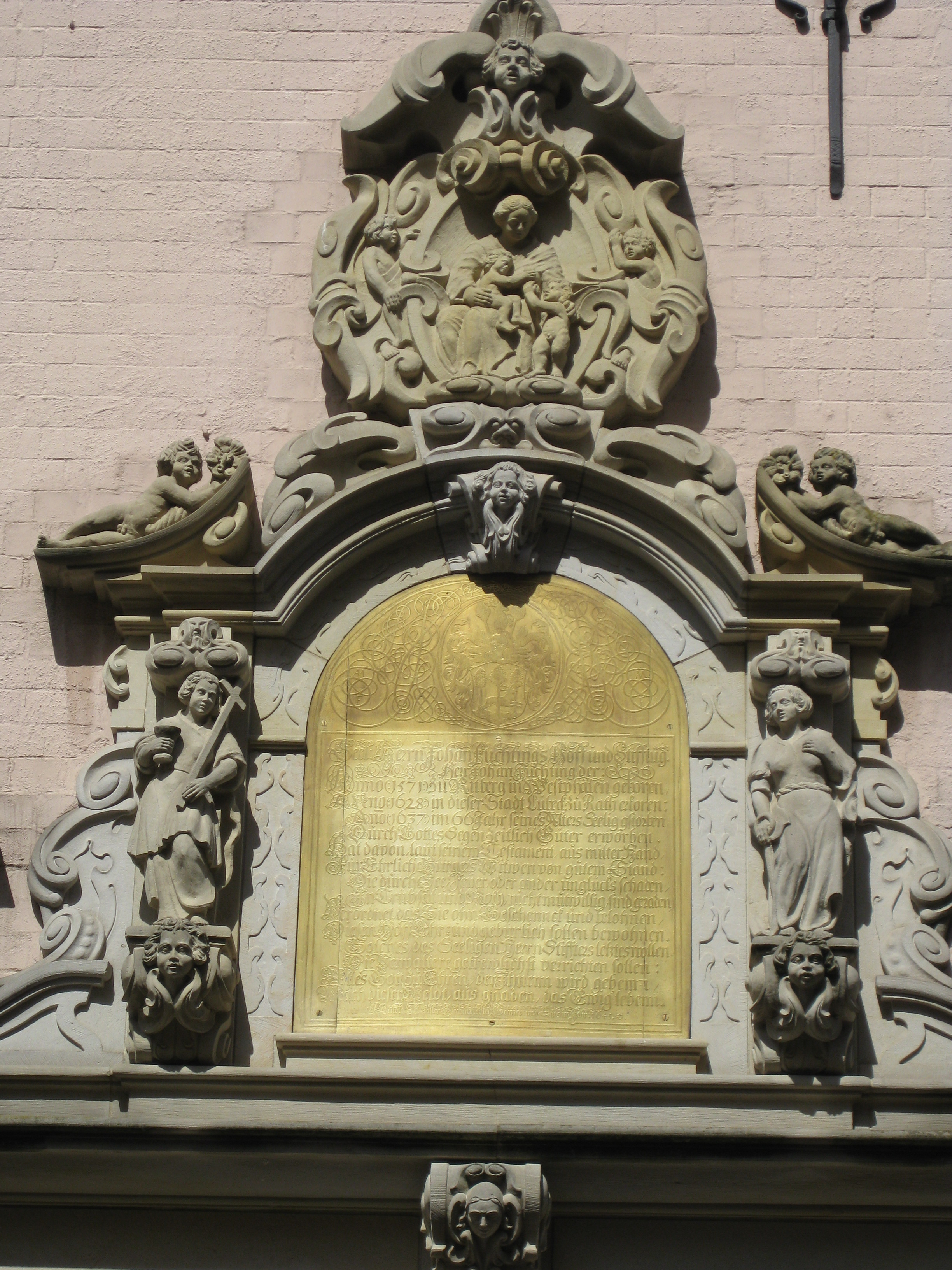
Portalinschrift Füchtingshof (signiert)
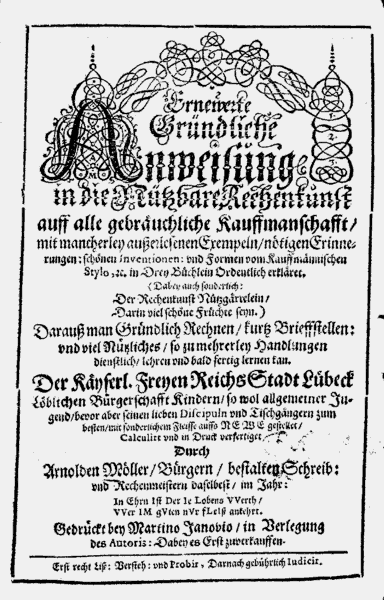
Erweiterte Gründliche Anweisung in die Nützbare Rechenkunst

Möller war dreimal verheiratet. Sein gleichnamiger Sohn Arnold Möller († 1693) war ebenfalls Rechenmeister in Lübeck und in Hamburg. Dessen Sohn Arnold Hinrich von Möller (1655–1713) wurde in Hamburg als kaiserlicher Hofpfalzgraf nobilitiert,  und seine Tochter Catharina heiratete 1693 den Subrektor des Katharineums, Zacharias Stampeel.

## Epitaph
Möller wurde in der Katharinenkirche begraben. Sein von ihm selbst kalligraphisch gestaltetes, aber nicht ganz vollständig erhaltenes Epitaph stellt passenderweise ein Rechenrätsel mit Magischen Quadraten zu seinen Lebensdaten.

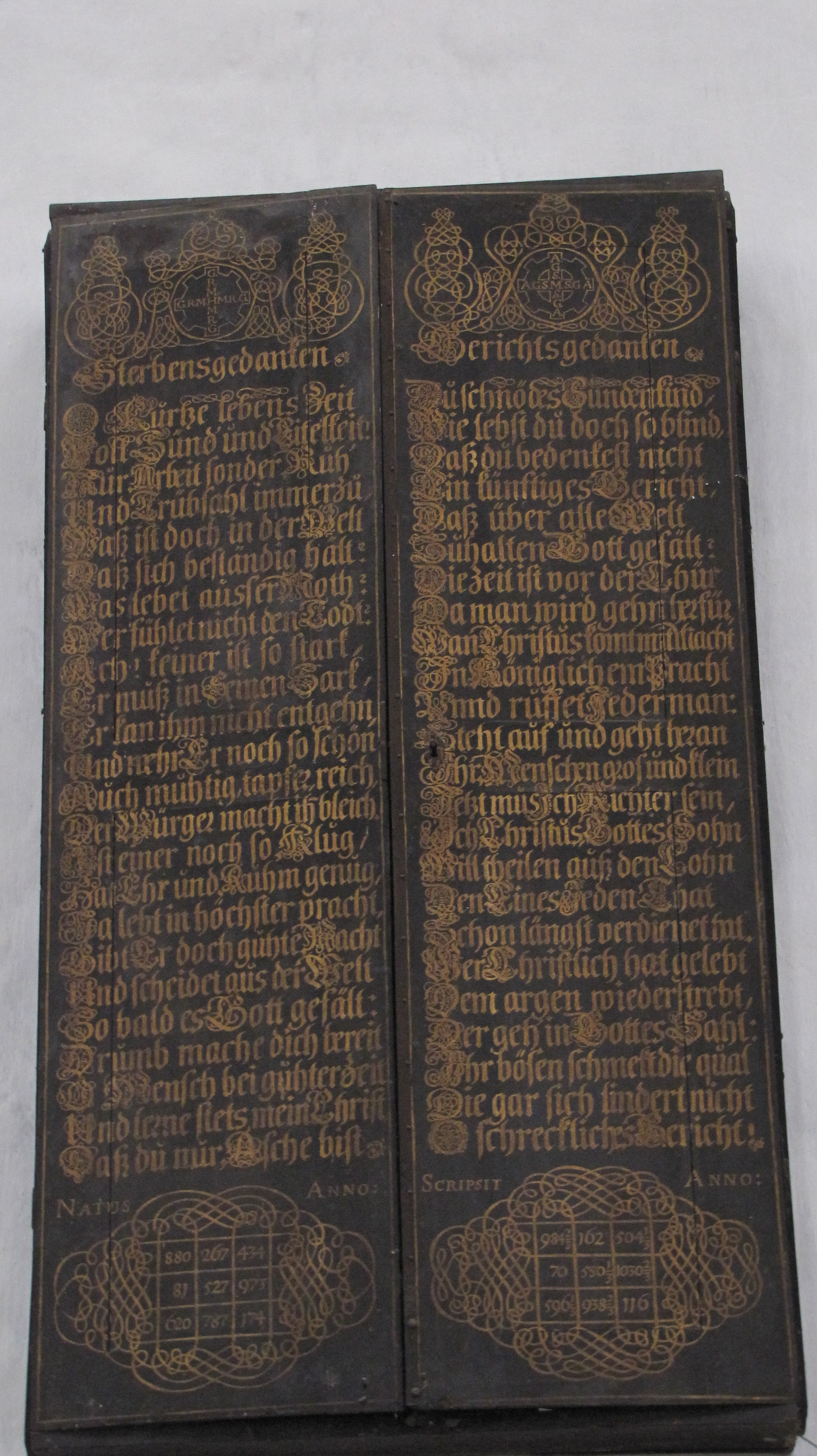
Epitaph Möllers (außen)
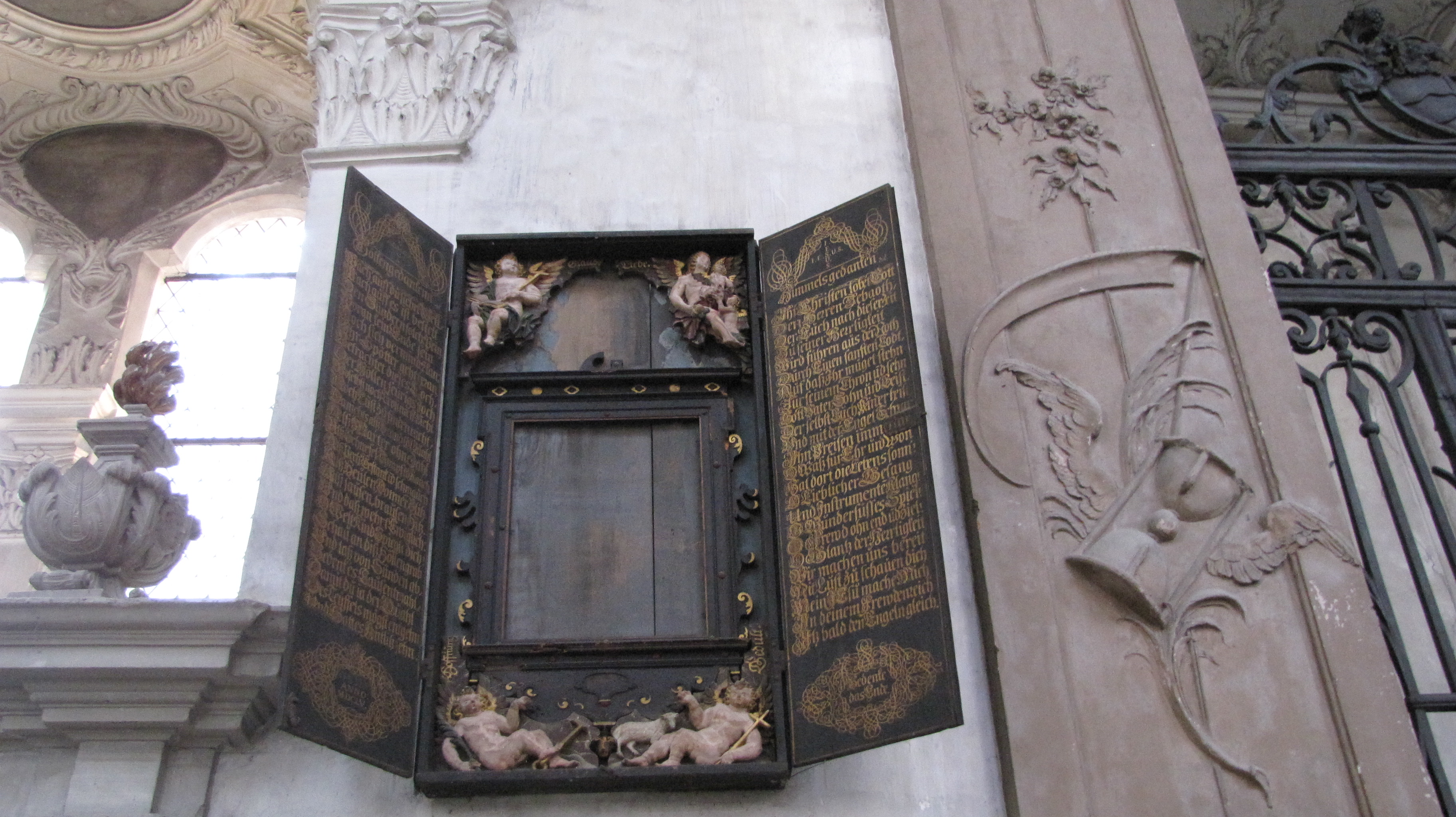
Epitaph Möllers (innen)